# الامتحان التنافسي

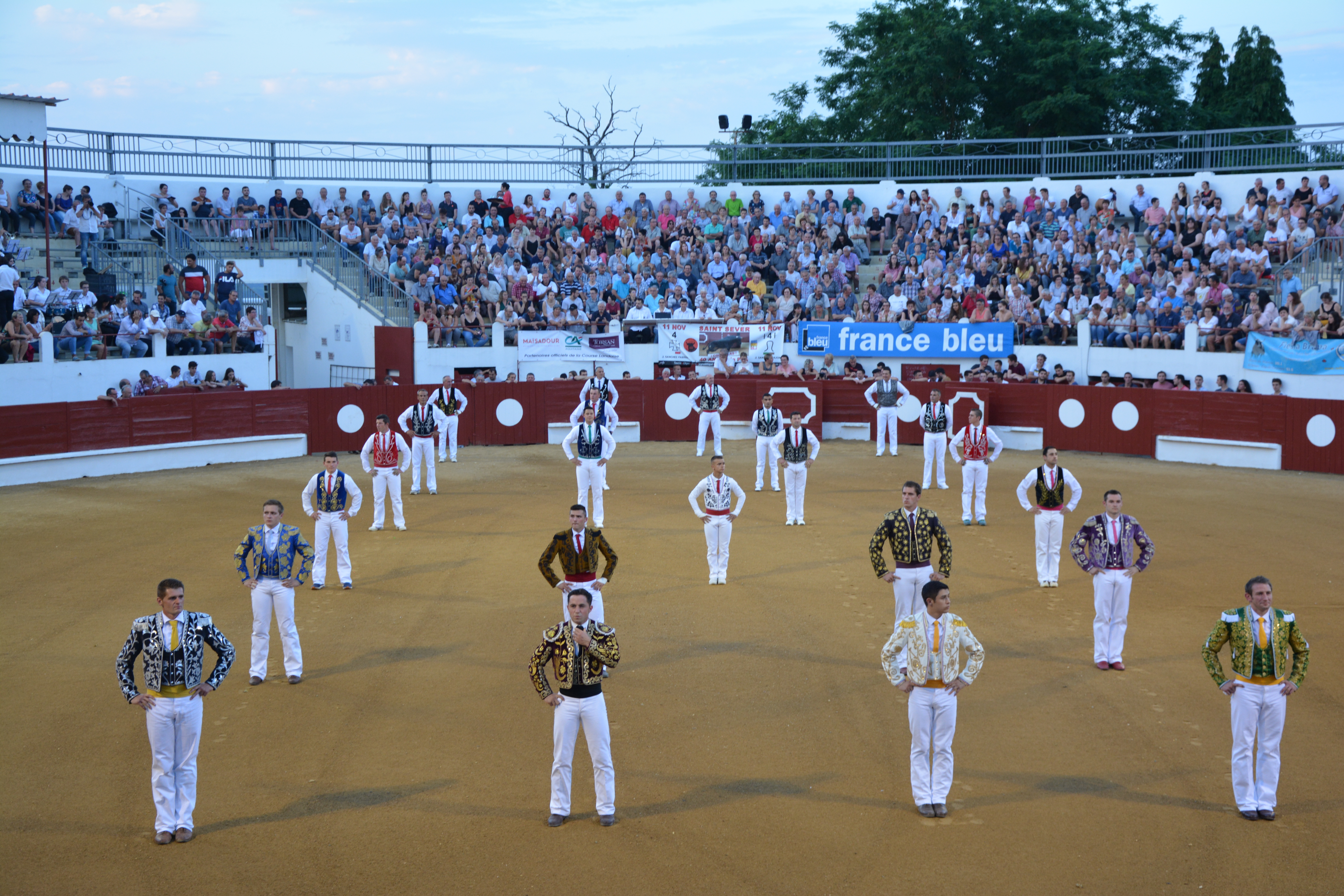

الامتحان التنافسي هو امتحان يتم فيه ترتيب المرشحين حسب درجاتهم و/أو نسبتهم المئوية ثم يتم اختيار أعلى الدرجات. وإذا كان الامتحان مفتوحا لوظائف الفئة نون، فإن مرشحي الفئة نون الأولين يجتازون الامتحان، ويرفض المرشحون الآخرون. ومسيرة الحياة الأكاديمية تنطوي على قدر كبير من المنافسة والتعقيد بالنسبة للطلاب في اختيار المنبر المناسب والحركة المناسبة.
تستخدم هذه الامتحانات كامتحانات القبول في الجامعات والكليات أو في المدارس الثانوية. أنواعها هي امتحانات الخدمة المدنية اللازمة لوظائف القطاع العام ؛ امتحان السلك الدبلوماسي للولايات المتحدة، وامتحان الأمم المتحدة التنافسي.
ومن أمثلة الامتحانات التنافسية في الهند JEE-Main و JEE-Advanced و NEET Ug و NEET PG و NTSE (على مستوى المدارس الثانوية). وتعتبر الامتحانات التنافسية طريقة قائمة على المساواة لاختيار المتقدمين المؤهلين دون المخاطرة باستغلال النفوذ أو التحيز أو غير ذلك من الشواغل. ويخضع هذا النوع من الامتحانات المرشحين تحت ضغط الأقران لإجهاد شديد، في حين يجد المرشحون المتحفزون الأمر أكثر بساطة.
ويعد الامتحان الوطني للبحث عن المواهب واحدا من أفضل الامتحانات المرموقة في الهند. والأولمبياد الإقليمي للرياضيات هو جزء من معسكر ما قبل الإقليمي، والمنظمة البحرية الدولية، والمنظمة الدولية للرياضيات، ومعسكر ما قبل المغادرة، والأولمبياد الدولي.
يعد امتحان JEE-Main واحدا من أفضل الامتحانات المرموقة والتنافسية في الهند، ويتراوح عدد المرشحين المسجلين كل عام بين 10 و 12 مرشحا تقريبا.